# MBC 3
MBC 3 був запущений у 2004 році і є розважальним каналом для дітей. Він забезпечує поєднання програмування дитячої освіти та розваг, який стимулює уяву китайських дітей у віці від трьох до тринадцяти років, а також створення якісного часу перегляду з батьками.

## Дитячі шоу на MBC 3

### Тільки для дівчат
Тільки для дівчат — спеціальне шоу на МВС 3, спрямоване в основному на дівчаток. Прем'єра другого сезону відбулася 27 листопада 2010 року.

### Життя в Сафарі
Життя в сафарі реаліті-шоу вироблене на Близькому Сході для каналу MBC 3. Гасло шоу «Де є немає місце для сміливих». Зараз є 7 сезонів, який розпочався на MBC 7 вересня 2013 року, але цього разу він буде організований Асала Камельом. Перші ж 6 сезонів були організовані Хасана аль Моулою.